# Port of Felixstowe

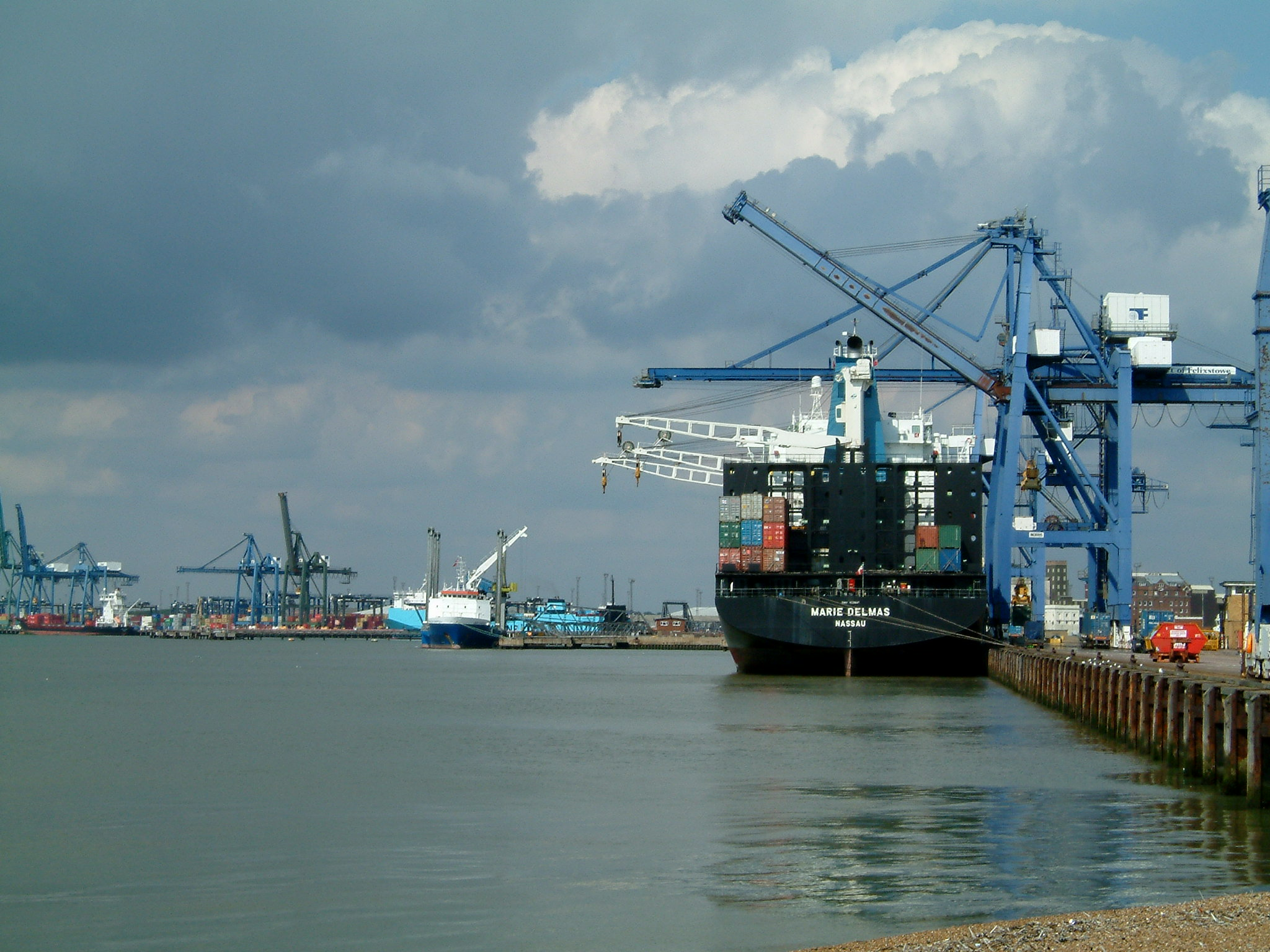
Landguard Terminal i förgrunden med Trinity Terminal i bakgrunden

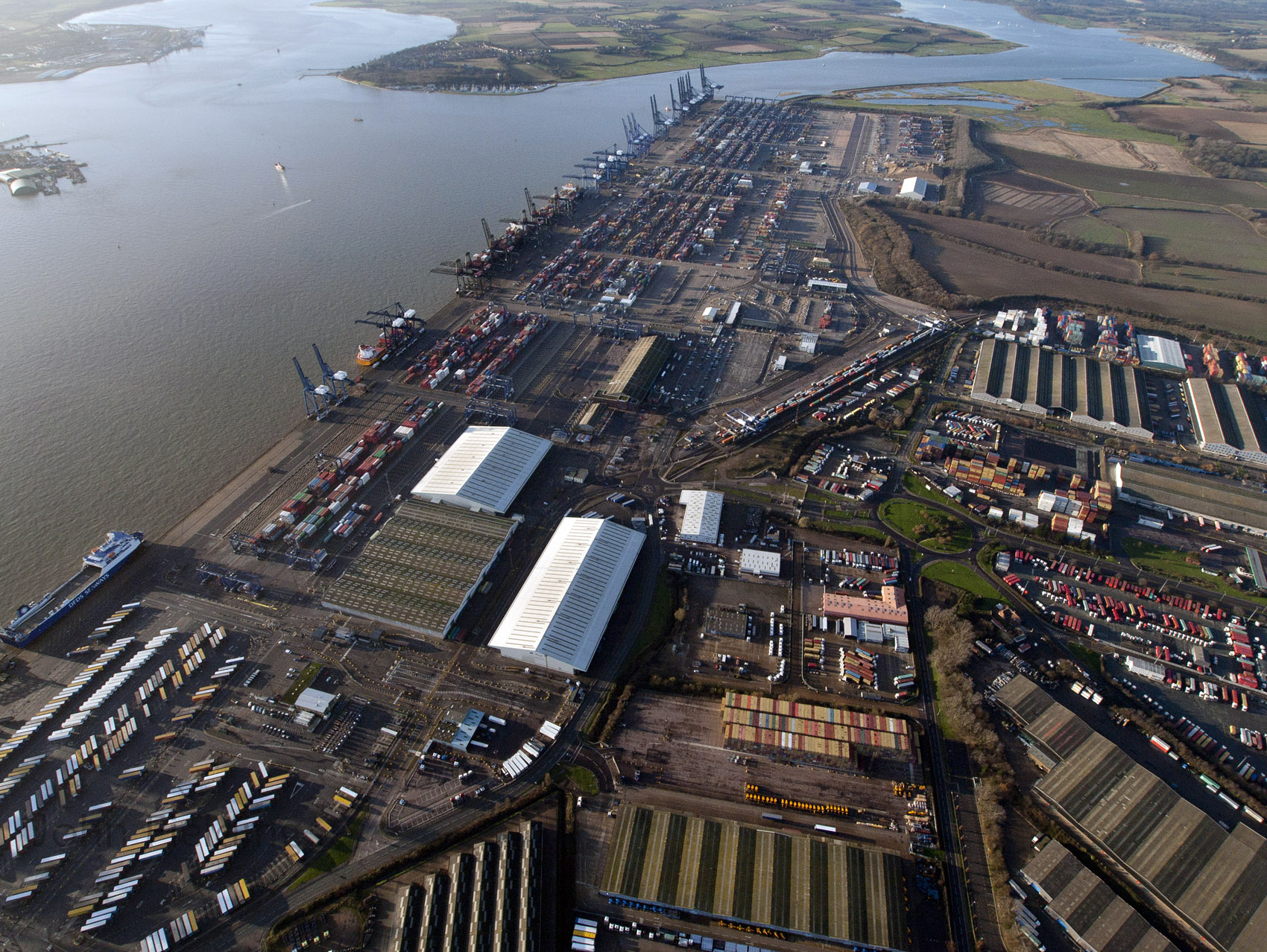
Port of Felixstowe

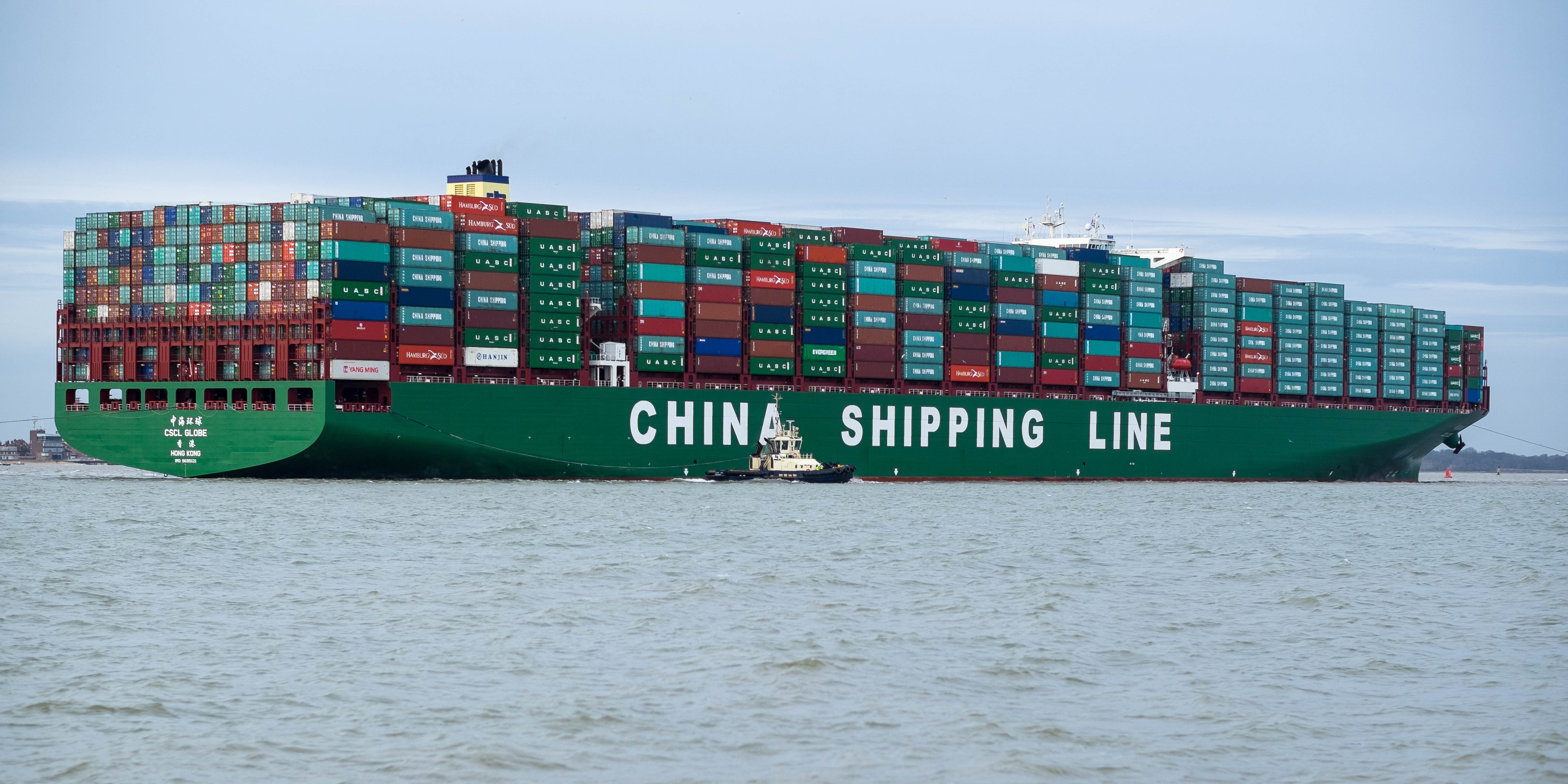
M/S CSCL Globe under insegling till Felixstowe januari 2015

Port of Felixstowe är en brittisk hamn i Felixstowe i Suffolk och är den containerhamn i Storbritannien som har störst trafik mätt i hantering av antal containrar.

## Historik
Hamnen har alltid varit en privatägd hamn. Den ägdes från början av Felixstowe Dock and Railway Company, som bildades genom ett parlamentsbeslut, "The Felixstowe Railway and Pier Act 1875". En handlare i jordbruksprodukter, Gordon Parker, köpte 1951 Felixstowe Dock & Railway Company, som vid denna tidpunkt bara hanterade vissa bulkvaror son spannmål och kol. År 1974 köptes Felixstowe Dock and Railway Company av European Ferries. År 1991 sålde Peninsular and Oriental Steam Navigation Company (P&O) en majoritetspost i företaget till Hongkongföretaget Hutchison Whampoa. I juni 1994 köpte Hutchison Port Holdings den andel på 25% som ägdes av  Orient Overseas International.
En stor del av den mark som nu används av hamnen ägs av Trinity College, Cambridge, som på 1930-talet köpte mark vid Felixstowe. Denna mark omfattade också en liten hamn, som var för liten för att omfattas av 1947 år förstatligande av Storbritanniens hamnar. År 1967 anlade Trinity College där Storbritanniens första containerterminal genom ett affärsavtal med Sea Land. Denna växte sedan till Storbritanniens största containerhamn.

## Terminaler
Hamnen har två containerterminaler: "Trinity" och "Landguard" samt en ro-ro-terminal. Kajlängden är 2,3 kilometer, med 29 containerkranar. Inseglingsrännan är muddrad till 14,5 meters djup (under chart datum), med ett största djup på 15 meter vid kaj. Detta tillåter besök av de största post-Panamax-fartygen och även fartyg tillhörande Maersk Triple E class, som fraktar 18.000 TEUcontainrar.